# Gare de Aïn Témouchent
La gare de Aïn Témouchent est une gare ferroviaire algérienne située sur le territoire de la commune de Aïn Témouchent, dans la wilaya de Aïn Témouchent.

## Situation ferroviaire
La gare se situe sur la ligne d'Es Senia à Béni Saf où elle précédée de la gare de Chaabat El Leham est suivie de celle de Béni Saf.

## Service des voyageurs

### Dessertes
La gare de Aïn Témouchent est desservie par les trains régionaux des liaisons :
- Oran - Béni Saf[1] ;
- Aïn Témouchent - Béni Saf[2].